# Gintautas Paluckas
Gintautas Paluckas (n. 19 august 1979, Panevėžys, RSS Lituaniană, URSS) este un politician lituanian care a fost prim-ministru al Lituaniei, exercitând mandatul din decembrie 2024 până la demisia sa din 4 august 2025. Anterior, a fost viceprimar al Vilniusului între 2015 și 2019, a condus Partidul Social Democrat Lituanian (LSDP) între 2017 și 2021 și este membru al Seimasului din urma alegerilor din 2020. În 2025, Paluckas a revenit în funcția de lider al LSDP după ce Vilija Blinkevičiūtė⁠(d) a decis să nu mai candideze pentru un nou mandat.
La alegerile parlamentare din Lituania din 2024, Paluckas a candidat în circumscripția uninominală Utena, unde s-a clasat pe locul trei. Cu toate acestea, LSDP a câștigat alegerile generale, iar Paluckas a obținut un mandat în Seimas prin lista proporțională a partidului. Ulterior, a fost nominalizat și confirmat în funcția de prim-ministru al Lituaniei. Introducerea partidului Răsăritul Nemunas în cabinetul său a declanșat proteste.
La 31 iulie 2025, Paluckas și-a dat demisia atât din funcția de prim-ministru, cât și din cea de lider al LSDP, ca urmare a unor acuzații de comportament necorespunzător legat de interese comerciale și a declanșării unor investigații oficiale de către agențiile anticorupție și de aplicare a legii.

## Educație
Gintautas Paluckas s-a născut la 19 august 1979 în Panevėžys. Tatăl său a fost inginer, iar mama economistă. În 1997, Paluckas a absolvit Liceul J. Balčikonis din Panevėžys. În perioada 2000–2001, a studiat limba engleză la o școală de limbi străine din Londra. În 2003, a absolvit Facultatea de Matematică și Informatică a Universității din Vilnius, iar în 2004 a absolvit Școala Internațională de Afaceri. Tot din 2004 a început studiile la Facultatea de Drept a Universității din Vilnius.

## Carieră politică
Pentru o scurtă perioadă în tinerețe, Paluckas a făcut parte din Liga Tineretului Conservator, organizația de tineret a Uniunii Patriei (Homeland Union). Din 2003 este membru al Partidului Social Democrat Lituanian (LSDP).
Între 2003 și 2005, a ocupat funcția de specialist principal la instituția lituaniană de asigurări sociale (Sodra). Din 2005 a fost asistent al deputatului european Justas Vincas Paleckis. Între 2007 și 2009 a fost director al Administrației Primăriei municipiului Vilnius.
Din 2013, Paluckas a fost secretar executiv al Partidului Social Democrat Lituanian, membru al Consiliului și al Comitetului de conducere al LSDP.
Între 2015 și 2019, Paluckas a ocupat funcția de viceprimar al Vilniusului. În timpul crizei migranților din 2015, a propus ca orașul să ia în considerare înființarea unor grupe de grădiniță cu predare în limba arabă pentru a sprijini integrarea refugiaților.

### Lider al Partidului Social Democrat
În 2017, Paluckas a câștigat alegerile pentru conducerea Partidului Social Democrat din Lituania, învingându-l în turul al doilea pe ministrul economiei de atunci, Mindaugas Sinkevičius. În timpul campaniei, Paluckas a pus accentul pe reînnoirea partidului și pe restabilirea valorilor social-democrate, criticând totodată decizia formațiunii de a forma o coaliție cu Uniunea Fermierilor și Verzilor din Lituania. Sub conducerea sa, partidul a anunțat un proces de reînnoire și a adoptat un nou program politic, în care și-a reafirmat angajamentul față de impozitarea diferențiată, susținerea cooperativelor muncitorești, drepturile femeilor și ale comunității LGBT, precum și sprijinul pentru NATO și Uniunea Europeană, opunându-se în același timp politicilor europene de austeritate. Contracandidatul său, Mindaugas Sinkevičius, a depus o contestație privind alegerile interne, invocând presupuse nereguli în secția de partid din Molėtai, precum și suspiciuni de fraudă electorală în Pasvalys, Akmenė, Vilkaviškis și Raseiniai.
După alegerea lui Paluckas la conducerea LSDP, partidul a decis, printr-un sondaj intern adresat tuturor membrilor, să părăsească coaliția de guvernare. Majoritatea parlamentarilor LSDP au părăsit însă partidul pentru a forma unul nou – Partidul Muncii Social Democrate din Lituania (LSDDP) – și au rămas în coaliția de guvernare. Potrivit fostului lider al partidului și prim-ministru al Lituaniei, Algirdas Butkevičius⁠(d), Paluckas a început să facă distincție între membrii „proprii” și cei „străini”, divizând partidul și monitorizându-i pe cei care îl susținuseră pe Mindaugas Sinkevičius în alegerile pentru președinția formațiunii.
Paluckas a fost reales lider al partidului în 2019.
În același an, a candidat la alegerile parlamentare parțiale în circumscripția Žirmūnai⁠(d) din Vilnius. Acest mandat fusese deținut de Aušra Maldeikienė⁠(d), dar a rămas vacant după alegerea acesteia în Parlamentul European. Paulė Kuzmickienė a câștigat scrutinul cu 52,03% din voturi, față de 46,98% obținute de Paluckas, care a pus înfrângerea pe seama unei prezențe scăzute la vot.

### Alegerile parlamentare lituaniene din 2020
În 2020, Paluckas a fost ales în parlamentul lituanian din postura de lider al partidului. În circumscripția uninominală Utena, s-a clasat pe locul al doilea, după o renumărare a voturilor provocată de faptul că, inițial, obținuse exact același număr de voturi ca adversarul său. Totuși, Paluckas a obținut un mandat prin sistemul de reprezentare proporțională la nivel național. După alegeri, în urma cărora LSDP și-a redus numărul de mandate de la 17 la 13, Paluckas a fost contestat din cauza performanței partidului. A fost, de asemenea, criticat pentru decizia de a sprijini candidații Uniunii Fermierilor și Verzilor din Lituania în turul al doilea al alegerilor. Inițial, și-a exprimat disponibilitatea de a participa la alegerile interne pentru conducerea partidului în 2021.

#### Demisie
La 22 ianuarie 2021, Paluckas a demisionat din funcția de lider al Partidului Social Democrat din Lituania, ca răspuns la evaluarea consiliului partidului conform căreia rezultatele alegerilor parlamentare lituaniene din 2020 au fost nesatisfăcătoare și conducerea sa nu a corespuns standardelor așteptate.

### Alegerile parlamentare lituaniene din 2024
Paluckas, vicepreședinte al Partidului Social Democrat din Lituania (LSDP), a participat la alegerile parlamentare lituaniene din 2024. A ocupat locul al treilea în circumscripția uninominală Utena și a obținut un mandat în Seimas prin sistemul de reprezentare proporțională, beneficiind de poziția sa pe lista de candidați a LSDP.

## Prim-Ministru al Lituaniei

### Nominalizare
La 30 octombrie 2024, Vilija Blinkevičiūtė⁠(d), lidera Partidului Social Democrat, a anunțat într-o conferință de presă că nu va fi candidata partidului pentru funcția de prim-ministru. Blinkevičiūtė a dezvăluit că prezidiul partidului a decis să-l propună pe Gintautas Paluckas drept candidat pentru funcția de prim-ministru al Lituaniei.
Deși pe parcursul campaniei și-a exprimat interesul pentru această funcție în cazul în care partidul său ar câștiga, la conferința de presă a invocat motive personale, inclusiv vârsta și sănătatea, drept factori care au influențat decizia de a se retrage. Ea a confirmat intenția de a-și termina mandatul ca membru în Parlamentul European, mandat ce se întinde până în 2029.
Prezidiul Partidului Social Democrat a decis în unanimitate să-l nominalizeze pe Paluckas. Potrivit lui Blinkevičiūtė, Paluckas a fost ales datorită experienței sale vaste atât în administrația locală, cât și în politica națională. De asemenea, s-a menționat că Paluckas a beneficiat de un sprijin public semnificativ, cu aproximativ 60.000 de voturi primite din partea locuitorilor Lituaniei. Datele oficiale ale alegerilor arată că Paluckas a primit 58.827 de voturi pe primul loc, situându-se pe poziția a doua în lista partidului, după Blinkevičiūtė, care a condus cu 91.526 voturi, și înaintea lui Juozas Olekas⁠(d), aflat pe locul trei cu 48.470 voturi.
În cadrul aceleiași conferințe, Paluckas a anunțat intenția de a continua consultările pentru formarea unei coaliții de centru-stânga. El a confirmat planurile de a purta discuții și cu grupuri politice anterior respinse de Blinkevičiūtė, inclusiv partidul naționalist Răsăritul Nemunas (Dawn of Nemunas).
Președintele Gitanas Nausėda a confirmat că a fost informat în prealabil despre decizia lui Blinkevičiūtė de a nu-și depune candidatura și că este conștient de circumstanțele care ar fi putut împiedica-o să ocupe funcția de prim-ministru, însă a refuzat să le dezvăluie, considerând acest lucru neetic.
Coaliția de guvernare a lui Paluckas a fost anunțată la 8 noiembrie 2024, incluzând Partidul Social Democrat, Uniunea Democraților „Pentru Lituania” de centru-stânga și partidul de extremă dreapta Răsăritul Nemunas. Social-democrații se angajaseră anterior să nu participe într-o astfel de coaliție, iar includerea partidului Răsăritul Nemunas a stârnit proteste în fața Seimasului, ca urmare a declarațiilor antisemitiste ale liderului partidului, Remigijus Žemaitaitis. Partidele liberale și conservatoare au părăsit clădirea Parlamentului în momentul în care Žemaitaitis a fost învestit ca membru al parlamentului, iar Nausėda a declarat că va folosi prerogativele prezidențiale pentru a bloca numirile membrilor partidului Răsăritul Nemunas în funcții ministeriale. Numirea a fost criticată și de oficiali ai guvernelor SUA, Germaniei și Poloniei.

#### Puncte de vedere ale opoziției
La 31 octombrie, prim-ministrul în funcție, Ingrida Šimonytė, a declarat că Paluckas nu are suficientă experiență în ramura executivă. Ea a subliniat că experiența sa este limitată, fiind acumulată în principal în administrația municipală a Vilniusului, și a menționat că Paluckas are o condamnare penală legată de abuz în serviciu public. La 30 octombrie, președinta Seimasului, Viktorija Čmilytė-Nielsen⁠(d), a considerat decizia lui Blinkevičiūtė ca fiind inacceptabilă, deoarece subminează încrederea în angajamentele făcute în timpul campaniei electorale.

#### Puncte de vedere asupra coaliției
Linas Kukuraitis, reprezentant al Uniunii Democraților „Pentru Lituania”, l-a elogiat pe Paluckas pentru profesionalismul său și pentru angajamentul față de dialogul politic, precum și pentru legăturile sale cu organizațiile neguvernamentale și sindicatele din Lituania. Remigijus Motuzas, purtător de cuvânt al Partidului Social Democrat din Lituania, a apreciat activitatea lui Paluckas, afirmând că „prin munca sa persistentă în Seimas în ultimul mandat parlamentar, a demonstrat clar că, chiar și în opoziție, este posibil să faci multe lucruri și să implementezi propriile priorități”.
La 21 noiembrie 2024, Paluckas a fost nominalizat oficial ca prim-ministru de către Seimas, obținând 88 de voturi „pentru” – toate voturile membrilor coaliției, precum și ale parlamentarilor Artūras Zuokas⁠(d) și Vitalijus Šeršniovas.

### Acuzații de corupție în iulie 2025
În iulie 2025, implicarea lui Paluckas în cazuri de corupție a atras tot mai mult atenția publicului. Postul TV Laisvės TV și centrul de jurnalism de investigație Siena au raportat că Paluckas a plătit municipalității orașului Vilnius suma de 16.500 de euro, dispusă printr-o condamnare din 2010, abia pe 8 iulie 2025, adică la peste un deceniu după ce instanța i-a ordonat să facă acest lucru. Portalul de știri Redakcija a dezvăluit, de asemenea, că Paluckas și un asociat au cumpărat proprietăți într-o pădure de stat între 2009 și 2014, în condiții considerate „îndoielnice”, potrivit radiodifuzorului național LRT. Tot în iulie, Serviciul de Investigare a Criminalității Financiare (FNTT) a deschis o anchetă privind un împrumut de 200.000 de euro acordat unei companii parțial deținute de Paluckas (după ce a devenit prim-ministru), iar Serviciul Special de Investigații a început o anchetă privind legăturile lui Paluckas cu imobiliarele și o altă companie.
Pe măsură ce acuzațiile de fraudă financiară s-au intensificat, la 23 iulie cele trei partide de opoziție (Uniunea Patriei, Mișcarea Liberală și Uniunea Fermierilor și Verzi) au anunțat convocarea unei sesiuni de urgență în parlament pentru a începe procedurile de punere sub acuzare a lui Paluckas. Acesta a răspuns criticilor numindu-le un atac coordonat al adversarilor săi politici. A anunțat intenția de a solicita un vot de neîncredere în propriul guvern, la insistențele președintelui Nausėda, care i-a cerut să răspundă public îngrijorărilor legate de interesele sale de afaceri sau să demisioneze.
La 31 iulie 2025, FNTT a efectuat mai multe percheziții la sediile companiilor legate de Paluckas; percheziția a avut loc și în apartamentul fratelui lui Paluckas, iar directorul uneia dintre companii a fost arestat.

#### Companii și legături de afaceri

##### Sagerta
În 2013, Paluckas a achiziționat compania startup Sagerta, devenind unic acționar și director al acesteia. Sagerta avea ca scop dezvoltarea proiectului de topografie a fundului lacului MyLakeMap.
Sagerta a fost finanțată prin credite primite de la compania Uni Trading: în 2013, a fost împrumutată suma de 100.000 de litas, în 2014 creditele au ajuns la 233.000 de litas, iar în 2017 la peste 180.000 de euro. La 9 aprilie 2015, structura acționariatului Sagerta s-a schimbat: participația lui Paluckas a scăzut la 25%, iar restul de acțiuni au fost transferate către compania Uni Trading, înregistrată la Vilnius (45%), și către doi indivizi (15% fiecare). În prima jumătate a anului 2018, Paluckas s-a retras din acționariatul Sagerta.
În 2023, Sagerta a intrat în faliment, cu datorii de peste 270.000 de euro, majoritatea neplătite.
Interesele de investiții ale Uni Trading în Sagerta au fost reprezentate de Darijus Vilčinskas. O investigație jurnalistică realizată de Laisvės TV și Siena a relevat că structura de conducere a Uni Trading era complexă. În perioada inițială a acordării împrumuturilor către Sagerta, compania era gestionată prin intermediul altei firme lituaniene, Amber Realty Investments, deținută de compania cipriotă Bitus Holdings Limited.
La 9 iulie 2025, Paluckas a declarat în scris că el și D. Vilčinskas „nu au fost și nu sunt conectați prin niciun fel de întreprinderi comune de afaceri”. El a explicat că familiile lor sunt prietene, „dar nu sunt legate prin obligații financiare sau relații de afaceri”. În aceeași zi, D. Vilčinskas a confirmat că și-a investit fondurile în Sagerta prin compania Uni Trading.
În iulie 2025, Serviciul Special de Investigații din Lituania a deschis o anchetă oficială privind legăturile de afaceri ale lui Paluckas și implicarea acestuia în activitățile asociate Sagerta.

##### Dankora
La 23 iulie 2025, mass-media lituaniană a relatat despre legăturile de afaceri ale lui Paluckas cu compania soției fratelui său, Dankora. În 2024, Dankora a primit fonduri de sprijin în valoare de 172.000 de euro din partea Uniunii Europene. La acel moment, compania era deținută de acționarul unic Kostas Mikalajūnas și nu avea angajați sau venituri. La 21 noiembrie 2024, K. Mikalajūnas a vândut toate acțiunile companiei către Virginija Paluckienė, soția fratelui lui Paluckas, Danas Paluckas. Conform cerințelor finanțării UE, în februarie 2025, Dankora a lansat o achiziție publică pentru cumpărarea de invertoare, baterii și sisteme aferente. Singurul participant la licitație a fost compania Garnis, care a câștigat cu o ofertă de 145.200 de euro. 49% din acțiunile Garnis aparțin lui Paluckas.
Mass-media a pus sub semnul întrebării specificațiile contractului care ar fi putut avantaja oferta câștigătoare a Garnis. La 25 iulie 2025, Dankora a anunțat încetarea contractului cu Agenția Națională de Plăți privind fondurile UE.

### Demisie
În iulie 2025, presiunile publice și protestele legate de afacerile controversate și legăturile de afaceri ale lui Paluckas au crescut semnificativ. Spre sfârșitul lunii, președintele Gitanas Nausėda a exercitat presiuni asupra lui Paluckas să-și reevalueze opțiunile, în timp ce președintele Seimas-ului, Saulius Skvernelis⁠(d), a amenințat că va părăsi coaliția de guvernare dacă Paluckas nu demisionează. La 31 iulie 2025, Paluckas a anunțat demisia sa. La 4 august, Paluckas a părăsit oficial funcția. Rimantas Šadžius⁠(d), care fusese ministru al finanțelor în cabinetul Paluckas, a devenit prim-ministru interimar.
După demisia sa, Partidul Social Democrat l-a desemnat pe Inga Ruginienė drept candidat pentru funcția de prim-ministru.

## Condamnare
La 7 decembrie 2010, Curtea de Primă Instanță a orașului Vilnius l-a găsit vinovat pe Paluckas de abuz în serviciu și l-a condamnat la doi ani de închisoare cu suspendare pe un an, obligându-l să nu părăsească locuința mai mult de șapte zile fără acordul instituției care supraveghea suspendarea pedepsei. Instanța a constatat că Paluckas a abuzat de funcția sa în cadrul licitației publice pentru servicii de combatere a rozătoarelor în Vilnius. De asemenea, Paluckas a fost obligat să plătească municipalității Vilnius despăgubiri în valoare de peste 57.000 de litas (echivalentul a 16.500 euro).
În 2012, sentința Curții de Primă Instanță a fost menținută prin decizia finală și irevocabilă a Curții Supreme din Lituania, confirmând vinovăția lui Paluckas pentru abuz în serviciu în cadrul unei licitații publice netransparente.

## Controverse
În februarie 2018, Comisia Electorală Centrală a investigat acuzațiile conform cărora Danas Paluckas, fratele lui Gintautas Paluckas, pe atunci membru al Consiliului Local Palanga, fusese condamnat pentru o infracțiune în Italia în 2006, dar nu a declarat acest fapt când s-a înscris în cursa electorală. Ca urmare, Danas Paluckas a fost lipsit de mandat, însă el a negat orice vinovăție. Ulterior, în 2018, Departamentul de Securitate al Statului Lituania a dezvăluit că grupul de afaceri MG Baltic a fabricat această poveste legată de Italia ca dezinformare, cu scopul de a-l compromite pe Gintautas Paluckas prin asociere, presupus din cauza nemulțumirii companiei față de conducerea sa a LSDP.
În octombrie 2024, o anchetă realizată de Linas Jegelevičius pentru ziarul regional Palangos tiltas a scos la iveală faptul că Svetlana Tučkė, membră a Consiliului Local Palanga, a deținut funcția de asistentă parlamentară pentru doi membri ai Seimasului lituanian: Gintautas Paluckas și Tomas Bičiūnas. În perioada noiembrie 2020 – ianuarie 2021, Tučkė, membră a aceluiași partid social-democrat, a fost angajată ca asistentă a lui Paluckas cu o normă de 125%. Din ianuarie 2021, Tučkė a lucrat cu normă întreagă pentru Paluckas și cu 25% normă pentru Bičiūnas; în același timp, a continuat să activeze ca membră a Consiliului Local Palanga.
În noiembrie 2024, Baltic News Service (BNS) a publicat investigații privind companiile Garnis și Emus, ambele deținute în comun de Paluckas și Mindaugas Milašauskas. BNS a dezvăluit că firma Garnis, care activează în domeniul depozitării bateriilor și în care Paluckas deține o participație de 49%, achiziționează baterii de litiu-fer-fosfat din China. Directorul general al Garnis, Andrius Aglinskas, a afirmat că produsele companiei sunt încă în faza de prototip, dar nu a exclus posibilitatea ca produsul final să includă baterii din China, din cauza lipsei unor echivalente fabricate în Europa. Compania de electrocasnice Emus, în care Paluckas deține 51% din acțiuni, își propune să implementeze o „politică zero China”, însă importă unele componente din China, care, conform raportului, reprezintă mai puțin de 1% din achizițiile de materii prime. Aceste relatări au apărut la scurt timp după ce Paluckas a anunțat intenția de a normaliza relațiile dintre China și Lituania, relații care fuseseră întrerupte de China ca urmare a sprijinului acordat de guvernul lituanian precedent deschiderii unui birou reprezentativ al Taiwanului la Vilnius.

## Viața personală
Gintautas Paluckas este căsătorit cu Ilma Paluckė. Cei doi au doi copii. În anul 2023, Paluckas era al doilea cel mai bogat membru al Seimas, având active în valoare de 2,13 milioane de euro. Familia sa deține o livadă de nuci în Turcia, precum și un teren în Brazilia.
Pe lângă limba sa maternă, lituană, Paluckas vorbește fluent limba engleză, cunoaște limba rusă la nivel avansat și are cunoștințe de bază de spaniolă și portugheză. Printre hobby-urile sale se numără pescuitul, baschetul și creșterea găinilor și rațelor. Paluckas este membru al Uniunii Pușcașilor Lituanieni.
Este autorul mai multor articole și analize politice în presa națională.